# Johan Darbes
Johan Anton Peter Poul Darbes (1750 – 15. juni 1815) var en dansk komponist og violinist i Det Kongelige Kapel fra 1770-1786. Fra 1780 var han professor og musikinspektør og fik senere titel af generalkrigskommissær. Han var søn af Francesco Darbes (1705-1768) der var hofviolon (musiker i Det Kgl. Kapel) og komponist og kom til Danmark med Mingottis italienske operaselskab. Han bror var Joseph Frederik Augustus Darbes (1747-1810), som var portrætmaler, havde stor succes i Rusland og til sidst blev professor i Berlin.
Johan Darbes fik sin musikalske uddannelse dels i København og dels i Venezia og Bologna, hvor han et par gange opholdt sig i flere år med kongelig understøttelse. Han var en udmærket violinspiller, den højst rangerende efter koncertmester Johann Hartmann. Efter sin sidste studierejse til Italien, fik han i 1780 det hverv at undervise 2 af teatrets lovende unge sangerinder og udnævntes samtidig til professor og musikinspektør, og skulle derfor føre tilsyn med Kapellet og oplære unge musikere til det.
Samtidens dom over Darbes var ret negativ på trods af, at han dog havde fået disse faste embeder. Efter sigende var han en indbildsk, pirrelig og ubehagelig person. Han blev endog i 1783 udnævnt til dansk generalkonsul i Italien. Den udnævnelse blev dog tilbagekaldt og erstattet med en årlig pension.
Hans kompositioner er ikke kendt i noget stort omfang. Han komponerede et Stabat mater og en motet, som blev opført ved hoffet i 1780. Desuden komponerede og arrangerede han Balletmusik for Vincenzo Galeotti Arkiveret 19. august 2007 hos  Wayback Machine.